# Піддубці (Луцький район)
Підду́бці  — село в Україні, у Луцькому районі Волинської області. Входить до складу Підгайцівської сільської громади.

## Назва
Назву свою отримало воно від місцевості при річці Коноплянці, що покрита в давнину була розкішними дубовими лісами. У зв'язку з цим існує легенда про походження назви села: «Йшли подорожні у пошуках місця, де б можна було заснувати поселення. Встигли вже і потомитися. Натрапили вони на дубовий ліс. Густі крони могутніх дубів манили своїм захистом від пекучого сонця. Тож зупинилися мандрівники відпочити. Та раптом помітили, що з найбільшого дубу лилося дивне сяйво. Підійшли ближче і побачили, що на ньому проявилася ікона Божої матері. І зрозуміли люди, що це знак Божий. І почали падати столітні дуби під сокирами, але не жаліли про це, бо знали, що помирають за благе діло. Тож заснували тут поселення, яке на честь цього дива назвали Піддубцями. А з дубу, на якому проявилася ікона, люди зробили іконостас».

## Історія
Належить до найдавніших поселень Луччини і має свою багату і своєрідну історію.
Згадується 8 грудня 1322 р. у грамоті князя Любарта Гедиміновича.
Село відвідувала Леся Українка, яка приїжджала до своєї подруги Марії Биковської, що працювала вчителькою в церковно-приходській школі. Ці події поетеса описала у своєму нарисі «Школа».
В 1940 р. село стало райцентром і тут був райвідділ НКВС.
Місцева громада вирішила встановити пам'ятну стелу загиблим та жертвам репресій НКВС. 23 червня 2016 року митрополит Луцький і Волинський Михаїл прибув освятити пам'ятник жертвам. Під час відкриття пам'ятної стели тим, хто в 1941 році загинув від рук НКВС, спалахнув скандал навколо священнослужителя церкви Московського патріархату в селі: «служитель» Микола Лафет назвав український прапор ганчіркою, викликав поліцію і повідомив, що прапор було піднято незаконно. Пізніше Єпископ Волинський і Луцький Нафанаїл спростував цю інформацію і назвав це наклепом на священника.
18 листопада 2017 року в Піддубцях освячено тимчасовий храм УПЦ КП на честь апостолів Петра й Павла.

## Населення
Згідно з переписом УРСР 1989 року чисельність наявного населення села становила 1051 особа, з яких 489 чоловіків та 562 жінки.
За переписом населення України 2001 року в селі мешкали 1032 особи.

### Мова
Розподіл населення за рідною мовою за даними перепису 2001 року:
| Мова       | Відсоток |
| ---------- | -------- |
| українська | 98,75 %  |
| російська  | 0,87 %   |
| молдовська | 0,19 %   |
| білоруська | 0,10 %   |
| словацька  | 0,10 %   |

## Пам'ятки археології
На околиці села були відомі два курганні могильники давньоруського періоду. Перший з них знаходився за 1,5 км на північний схід від села, в лісі, і нараховував 80-90 насипів, а другий складався із 180 курганів, котрі були розташовані за 1,5 км на південний схід від села, також у лісі. 1898 року К. Мельник у кожній з поховальних груп розкопала відповідно 16 та 3 кургани. У 1937 р. ще 30 насипів дослідив Я. Фітцке. Біля кістяків виявлено кераміку, залізні цвяхи, бронзові та срібні скроневі кільця, сережки, персні, скляні намистини

## Пам'ятки архітектури
Церква Святої Покрови XVIII ст. є одним із найцікавіших взірців барокової архітектури на Волині.
Десь в середині XVI ст. в селі Піддубці луцькі монахи заснували монашеський скит. Мабуть, вони захотіли відокремитись і вести самітнє чернече життя. Так і виникла в селі православна обитель. Іноки вибудували тут дерев'яний храм Божий ім'я Різдва Пресвятої Богородиці та чернечі будівлі. Тоді ж у церкву внесли чудотворну ікону Божої Матері, яка впродовж віків славилася своїми відпустами і зціленнями.
Хоча існує й інша гіпотеза, відповідно до якої церква в селі була побудована згідно з указом імператриці Катерини ІІ.
А під час Другої світової війни на церкву скинули снаряд. Але він дивом не зірвався. Біля цієї ж церкви було джерело з цілющою водою. Серед жителів села побутує легенда, що до нього ще цар Петро І присилав гінців за водою.
Після Берестейської унії 1596 року храм перейшов до уніатів і почалось будівництво нової церкви та монастирських будівель. На місці дерев'яної православної церкви видатний архітектор Павло Ґіжицький (автор костелу отців Бернардинів в Луцьку, Ліцеального костелу Св. Ігнатія Лойоли у Кременці та ін.) побудував величавий мурований храм Різдва Божої Матері та такі ж розкішні монастирські будівлі. Церква є пам'яткою пізнього бароко, з чітко вираженими ордерними деталями, що характеризують перехід до класицизму. Храм складний, незвичний у плані, торець рамен увінчують дві триярусні вежі. Великий восьмигранний верх спирається на масивні пілони. Увінчує це все велика барокова баня з декоративним ліхтариком. Поряд — маленькі вісім бань на бічних вежах. Архітектору Ґіжицькому приписують також проект храмового вівтаря, оздобленого колонами.
Хоча церква входить до Державного реєстру національного культурного надбання і охороняється державою, останнім часом була проведена вкрай негативна реставрація храму, яка полягала, зокрема, у перекритті покрівлі. Проведені роботи спотворили автентичний та первісний вигляд церкви, її колористику та зменшили естетичну цінність пам'ятки.

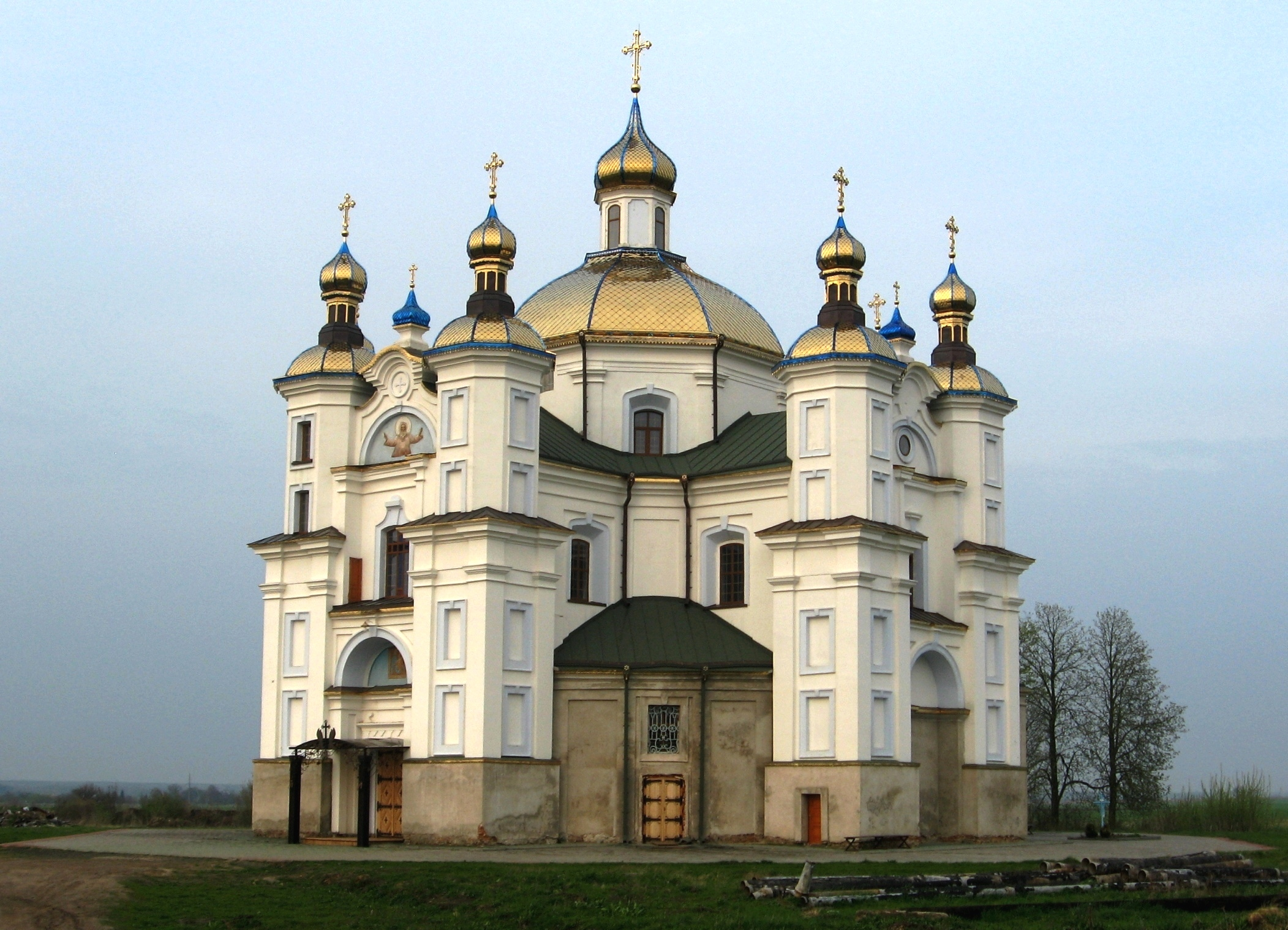
Покровська церква
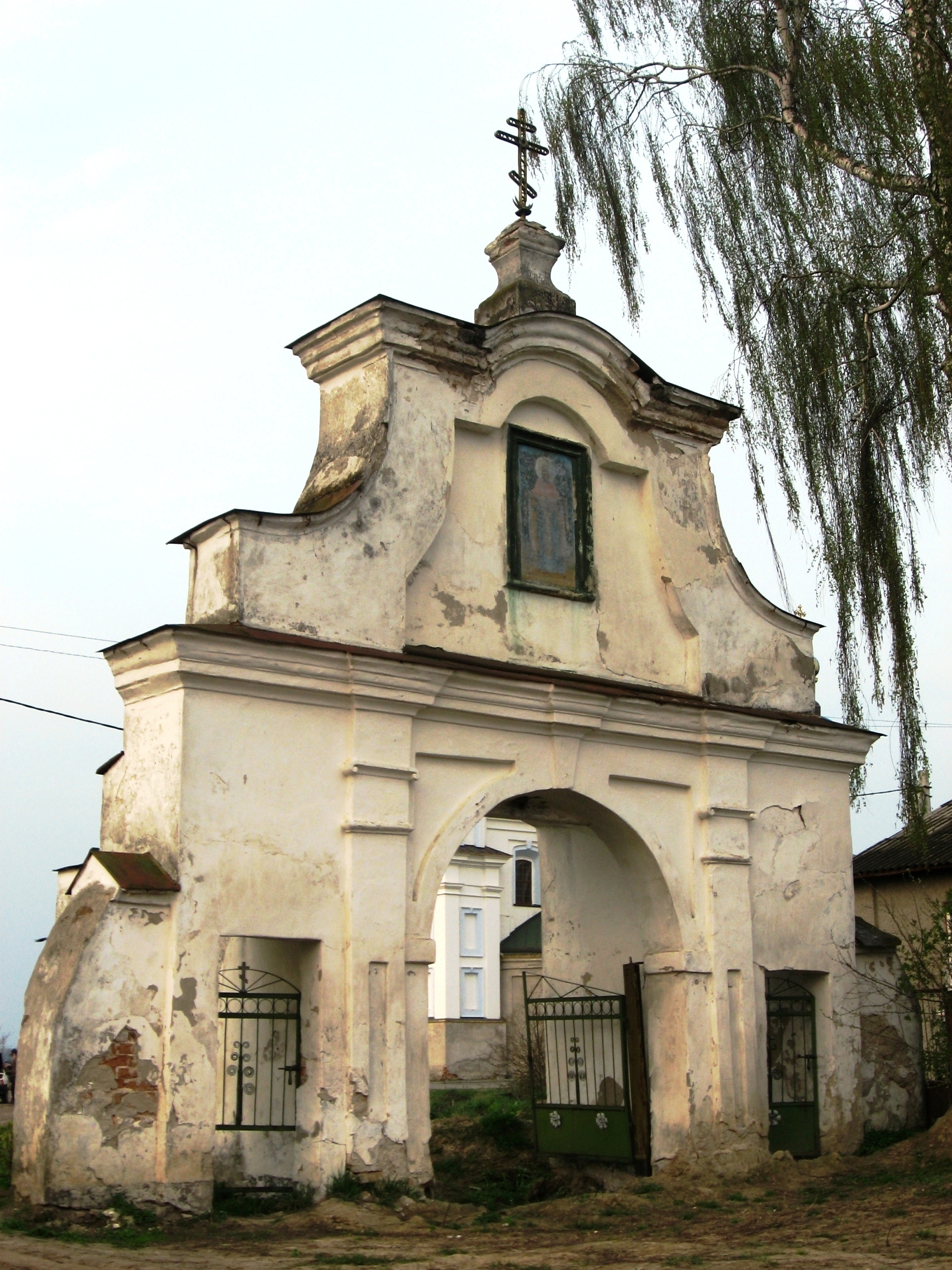
Збережена церковна брама
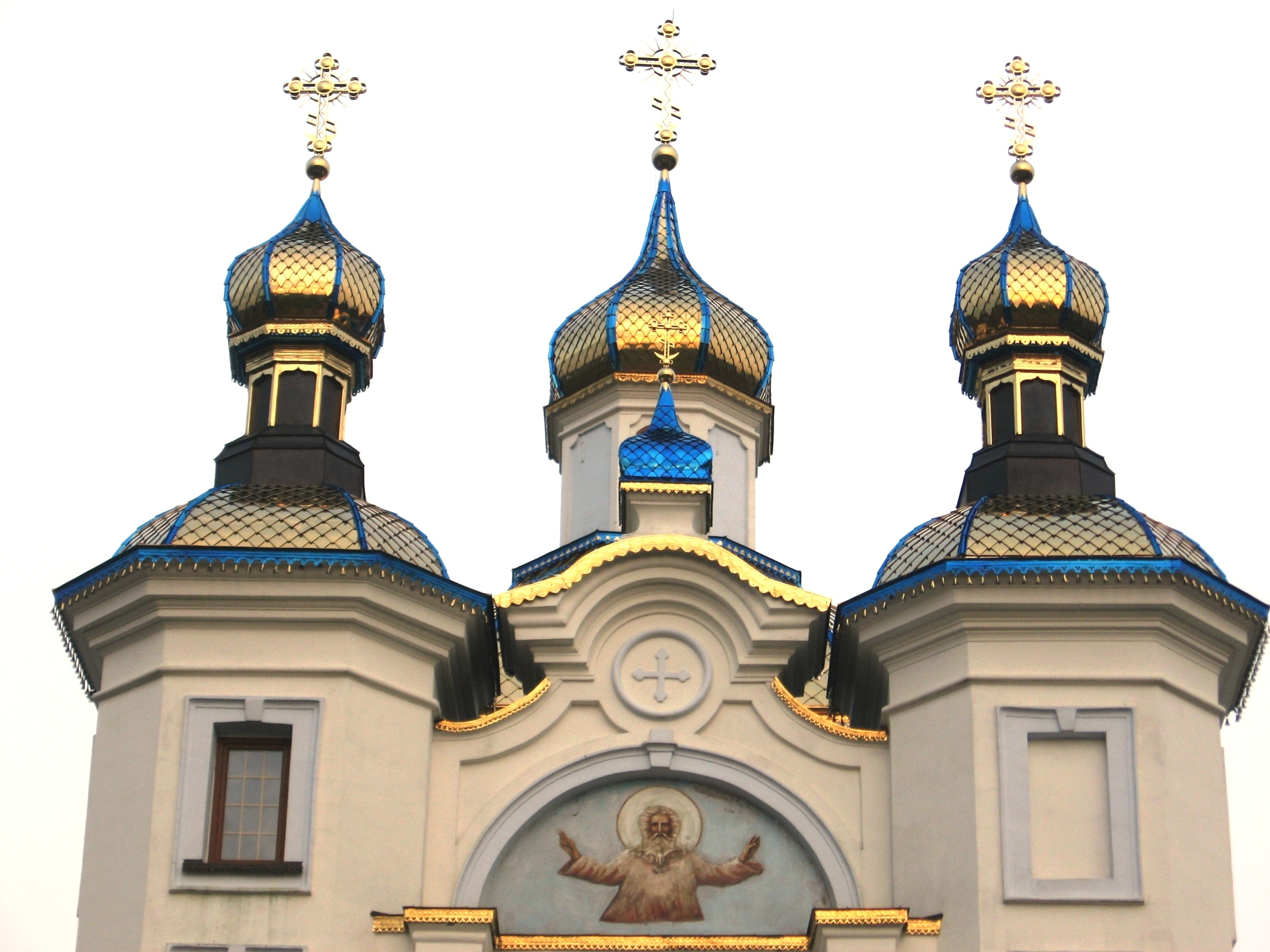
Декорації куполів після реставрації церкви

## Відомі люди

### В селі народилися
- Бохонко Григорій (псевдо «Став») — пластун, надрайоновий провідник ОУН Луцького району, загинув у бою.
- Василина Демчинська (псевдо «Циганка») — організаторка медичної допомоги повстанцям УПА. Загинула 14 серпня 1945 р. у рідному селі в бою з енкаведистами. Нагороджена медаллю «За боротьбу в особливо важких умовинах». В 1947 р. посмертно за особливі заслуги у справі визволення України нагороджена «Срібним Хрестом бойової заслуги».
- Драницький Сергій Миколайович — український футболіст та футбольний тренер.
- Качинський Сергій — поручник, організатор перших відділів УПА.
- Козяр Анатолій — референт СБ ОУН Волинської області.
- Марачевич Микола Діонісійович — Герой Радянського Союзу.
- Михальчук Віктор Олексійович (1982—2014) — старший лейтенант Збройних сил України, учасник російсько-української війни.
- Писарук Сергій Миколайович (1986—2014) — солдат Збройних сил України, учасник російсько-української війни.

### Пов'язані з селом
- Якимчук Микола — 1-й командир Воєнної Округи УПА «Турів», провів дитинство у селі.